# Bad Tölz

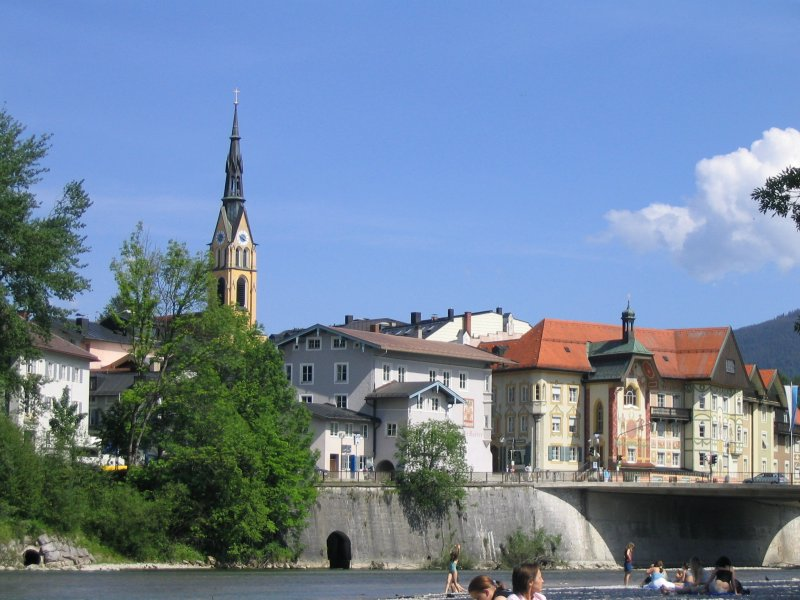
Bad Tölz

Bad Tölz – uzdrowiskowe miasto powiatowe w Niemczech, w kraju związkowym Bawaria, w rejencji Górna Bawaria, w regionie Oberland, siedziba powiatu Bad Tölz-Wolfratshausen. Leży około 20 km od granicy z Austrią, nad Izarą, 670 m n.p.m., zajmuje 30 km², zamieszkane jest przez 18,1 tys. mieszkańców (31 grudnia 2011).
W mieście znajduje się wiele sanatoriów oraz stacja kolejowa Bad Tölz.

## Polityka
Burmistrzem miasta jest Josef Janker z CSU, rada miasta składa się z 24 osób.
|      | CSU | SPD | FWG | Zieloni | Razem |
| 2008 | 10  | 3   | 7   | 4       | 24    |
| 2002 | 10  | 4   | 8   | 2       | 24    |

## Współpraca
Miejscowości partnerskie:
- Mayrhofen, Austria
- San Giuliano Terme, Włochy od 2001
- Vichy, Francja od 1963

## Historia

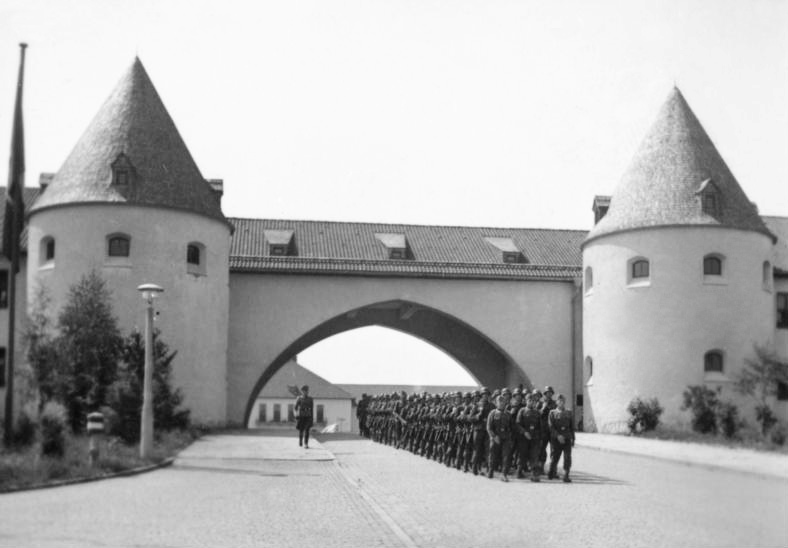
SS-Junkerschule w Bad Tölz, 1942

Od 1934 r. do marca 1945 działała tu szkoła oficerska SS, na potrzeby której zbudowano obszerny kompleks koszarowo-szkolny w 1936 r. W szkole uczono wyłącznie esesmannów niemieckich oraz z narodów uznanych za germańskie. Ostatni kurs junkrów, wraz z kadrą został w marcu 1945 r. wcielony w całości do nowo powstałej 38 Dywizji Grenadierów SS Nibelungen. W 1945 r. przez pewien czas ukrywał się w mieście Amon Göth – jeden z najokrutniejszych SS-manów. Od 1953 baza wojsk amerykańskich.
Pod koniec swojego życia przebywał w uzdrowisku i tu zmarł w 2002 r. niemiecki kompozytor Norbert Schultze, autor ponadczasowego przeboju Lili Marleen.

## Osoby urodzone w Bad Tölz
- Uschi Disl – niemiecka biathlonistka, mistrzyni olimpijska, mistrzyni świata, zwyciężczyni wielu zawodów Pucharu Świata.